# ER流体
ER流体(イーアールりゅうたい、Electrorheological Fluid）または電気粘性流体は、機能性流体の一種で、平均 5μｍの絶縁体の微粒子を絶縁液体（シリコンオイル）に加えてできる流体。ER流体の特性は電界を印加、除去することによってレオロジー挙動（粘度）が可逆的に変化できる。